# Kathetometer

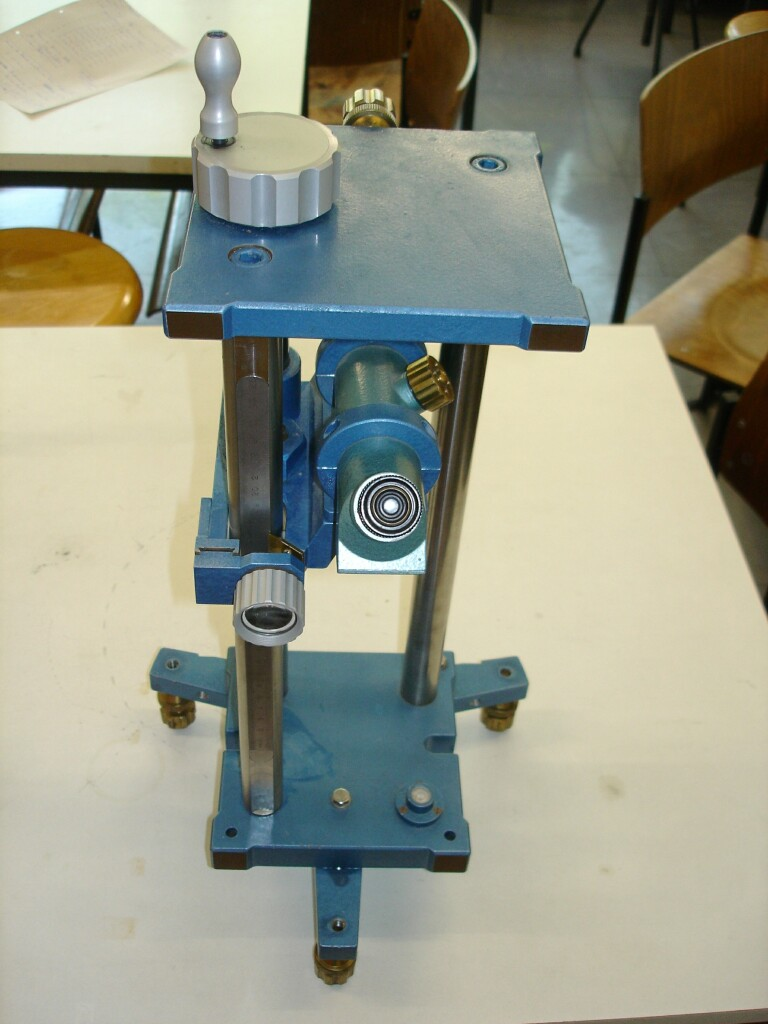
Abbildung eines Kathetometers

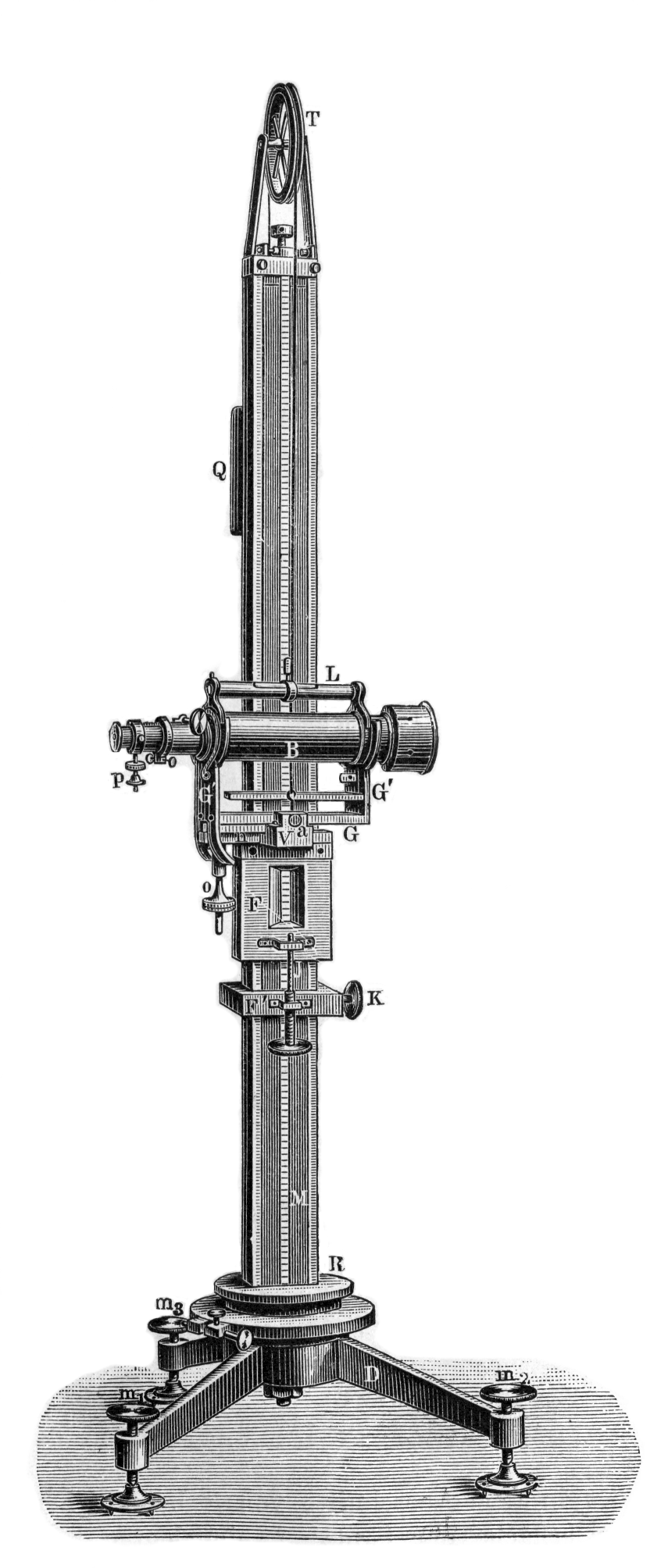
Kathetometer (Holzstich 1897)

Ein Kathetometer ist eine optische Apparatur zur Beobachtung und Vermessung kleiner Positionsänderungen eines Gegenstandes. Es besteht aus einem Fernrohr, welches über Spindelschrauben in der Höhe und Breite verstellbar ist. Der komplette Aufbau steht zweckmäßiger Weise auf einem Stativ um ein Kippen des Kathetometers zu verhindern. Über eine Libelle kann man überprüfen, ob das Gerät genau waagerecht steht. Anhand von Zehntel-Millimeter-Skalen kann eine Positionsänderung abgelesen werden.

## Prinzip
Das Kathetometer führt eine direkte Messung durch, indem es die Lage eines Punktes in zwei Raumrichtungen bestimmt. Das Fernrohr dient dabei zur Beobachtung des Punktes, die Spindelantriebe dienen der Nachführung des Fernrohrs. Findet die Nachführung entlang einer zur Objektbewegung parallelen Achse statt, kann man an den Skalen der Nachführung direkt die Positionsänderung ablesen. Eine Verschiebung auf das Kathetometer zu oder von ihm weg ist nicht messbar.

## Messung
Um eine Längenänderung mit einem Kathetometer zu messen, stellt man dieses in einem entsprechenden Abstand (häufig unter einem Meter) vor dem zu messenden Gegenstand auf, so dass man durch das Objektiv den Gegenstand scharf sieht. Mit einem Fadenkreuz kann man eine bestimmte Stelle, z. B. den Meniskus einer Flüssigkeitssäule, als Referenzpunkt anpeilen. Anpeilen bedeutet hierbei, dass man Fadenkreuz und Referenzpunkt unter einem Winkel von 0° zur Waagerechten im Objektiv genau zur Deckung bringt.
Bevor man nun die Längenänderung durchführt und misst, nimmt man die Werte für Höhe oder Breite als Referenzwerte auf. Nach der Änderung peilt man den Referenzpunkt wiederum an, indem man das Fernrohr mit den Spindelschrauben hoch oder herunterfährt, notiert Höhe und Breite des Punktes und erhält aus der Differenz zu den Referenzwerten die absolute Längenänderung.